# Felipe Nájera
Felipe Ángel Nájera Arreola, (Los Cerritos, Namiquipa, Chihuahua, 7 de febrero de 1966) es un actor y director mexicano.

## Biografía
Sus estudios básicos y su primer encuentro con las artes escénicas fueron en la ciudad de Chihuahua a donde se trasladó desde los cuatro años de edad. A los 17 años emigró a la Ciudad de México para iniciar sus estudios en la Escuela Nacional de Teatro del Instituto Nacional de Bellas Artes. 
Ha participado en más de treinta obras de teatro, con dramaturgos de la talla de Emilio Carballido y Sabina Berman. El gobierno del estado de Chihuahua a través del Instituto Chihuahuense de la Cultura y el CONACULTA le otorgó el premio Publicaciones 2003 a su ópera prima como dramaturgo: La Puerta Negra, cuya puesta en escena fue estrenada en la Ciudad de México en el Teatro Helénico en 2004, bajo su dirección y con un excelente reparto: Ana Bertha Espín, Zaide Silvia Gutiérrez, la actuación especial de Javier Ruan y de la primera actriz Angelina Peláez, las tres obtuvieron el premio de Mejor Actriz por la obra, otorgado por la Asociación de Críticos de Teatro A.C.
En 1995, inicia su carrera en la televisión. Primero como asistente de dirección en la telenovela Retrato de familia, luego como actor en un pequeño personaje de la misma historia, después como acting coach y actor en Gente Bien, director de escena y actor en Ramona, posteriormente alterna entre actuar y dirigir en Rebelde y Lola, érase una vez, además fue director de escena en la telenovela: Las tontas no van al cielo. En 2010 tuvo una actuación especial en la telenovela Teresa para luego, en 2012 dirigir Amorcito Corazón. En 2013 graba la telenovela Mentir para Vivir de la productora Rosy Ocampo. Desde ese entonces a la fecha ha alternado su trabajo en entre las disciplina de la actuación y la dirección de escena.
En teatro dirigió la obra Tomóchic: la voluntad de un pueblo de Humberto Robles, así como el monólogo Frida Kahlo, viva la vida, de Humberto Robles, con Gabriela Roel y Ana Karina Guevara (alternando funciones), obra montada en diez países.
Tiene ya terminado su segundo texto teatral titulado Palabras de Mujer, argumento que aborda temas como de la vejez, lo femenino y lo masculino en el ser humano a través de una alegoría  de los personajes de María Félix y Dolores del Río.
El 10 de abril de 2010 contrajo matrimonio con el productor teatral, empresario y defensor de derechos humanos Jaime Morales con quien mantenía una relación de pareja desde 2001, convirtiéndose en la primera personalidad del medio del espectáculo que obtiene este derecho civil. Este mismo año, estrena su rutina de Stand Up titulada: "Te Propongo Matrimonio... Juan Gabriel y Yo". Desde su salida del closet junto a su ahora esposo, Jaime Morales (Director del área de diversidad y derechos humanos de la Ciudad de México 2018-2024) se han convertido en reconocidos activistas del los derechos humanos en general y en especial de la comunidad LGBTTTIQ+.
En 2012 se estrena como papá de Alejandra y junto a Jaime Morales se convierten en la primera pareja mexicana del mismo sexo que una institución pública les otorga la adopción de una bebé.
En 2014 gana el premio TV Novelas como mejor Actor coestelar por su interpretación del Padre Mariano en Mentir Para Vivir. Ese mismo año refuerza su lucha contra la discriminación en la Asociación Nacional de Actores, al no aceptarle su dirigente, Silvia Pinal, que registrara a su esposo como beneficiario en el servicio médico que el sindicato ANDA, otorga a sus agremiados. 
Vivir en carne propia la discriminación entre los de su propio gremio lo anima a contender en las elecciones para el Comité Ejecutivo de su la famosa agrupación. Ese mismo año, gracias al voto de muchos de sus compañeros es nombrado Secretario del Trabajo y Conflictos, cargo que ostentó de 2014 a 2018; logrando en esos cuatro años históricos cambios, especialmente en el tema de corrupción. En este mismo año ya siendo secretario y gracias a la demanda por discriminación interpuesta por su abogado Alex Alí Méndez ante la Junta Local de Arbitraje de la Ciudad de México logra, por fin, inscribir a su esposo como su beneficiario en servicio médico de la ANDA. 
En julio de 2016 junto a cientos de compañeros en pro del cambio del Sindicato logra la destitución de la entonces Secretaria General Yolanda Ciani al demostrar sus irregularidades en el cargo; hecho histórico en los 83 años de existencia de la ANDA, ya que al mismo tiempo orilló a la renuncia de los secretarios: Rafael Inclán, José Luis Duval y Lourdes Pellegrino. Este mismo año participa como actor en la serie coproducida por Sony y Televisa: Blue Demon (serie de televisión).
En 2017, viendo que es el mejor candidato a ocupar el cargo de la secretaría General del Sindicato y a sabiendas de que continuaría con sus denuncias y con la transformación profunda de la ANDA, sus adversarios, comienzan una fuerte campaña de desprestigio en medios, propalando información que nunca fue comprobada y rematando con la apertura de dos proceso penales en su contra por el delito de discriminación, convirtiéndose paradójicamente en la primera persona vinculada a proceso por este delito de discriminación en la Ciudad de México. A la par, se le niega, violando el estatuto del sindicato su derecho a ser miembro honorario del sindicato, a través del cual se le cierran las puertas para contender en las siguientes elecciones. En septiembre de 2018, las autoridades, luego de agotar ambos juicios, lo declararon inocente de los cargos que se le imputaron y hasta la fecha no ha decidido contra demandar a los involucrados por el grave delito de falsedad de declaraciones.
En 2018 le dio vida al personaje de Meme en la serie de comedia Según Bibi.
Actualmente participa en más grabaciones de la telenovela Contigo Sí del productor Nacho Sada.

## Filmografía como actor

### Telenovelas
- Vencer la ausencia (2022) .... Máximo Camargo[2]
- Contigo sí (2021) .... Julio Vallejo[3]
- Despertar contigo (2016-2017)
- Antes muerta que Lichita (2015-2016) .... Marcelo
- Mentir para vivir (2013) .... Padre Mariano Curiel
- Corona de lágrimas (2012-2013) .... Marco Cervantes Villano
- Dos hogares (2011-2012) .... Guillermo
- Teresa (2010-2011) .... Hugo
- Verano de amor (2009) .... Federico Carrasco
- Lola, érase una vez (2007) .... Severo
- Destilando amor (2007) .... Carlos
- Código postal (2006) .... Juez
- La fea más bella (2006) .... Diseñador
- Rebelde (2004-2006) .... Pascual Gandía
- Amarte es mi pecado (2004) .... Felipe Fernández Del Ara
- Clase 406 (2002-2003) .... Dionisio Niño Infante
- Primer amor... a mil por hora (2000-2001) .... Valente Montijo Villano
- Ramona (2000) .... Fernando Coronado
- Gente Bien (1997) Diego
- Retrato de Familia (1995) su primera telenovela, como actor y asistente de dirección de  escena.

### Séries de televisión
- RBD: La familia (2007)
- Desde Gayola (2005)
- Mujer, casos de la vida real (2000-2006)

## Filmografía como director
- Contigo sí (2021-2022)
- Amorcito corazón (2011-2012)
- Camaleones (2009)
- Las tontas no van al cielo (2008)
- Rebelde (2004-2006)
- Mujer, casos de la vida real (2000-2002)
- Ramona (2000)

## Premios y nominaciones

### Premios TVyNovelas
| Año  | Categoría             | Telenovela        | ganador |
| ---- | --------------------- | ----------------- | ------- |
| 2014 | Mejor actor coestelar | Mentir para vivir | Ganador |